# فيكتور فون جنكه
فيكتور فون جنكه (بالألمانية: Viktor Janka von Bulcs)‏ (و. 1837 – 1890 م) هو عالم نبات من الإمبراطورية النمساوية المجرية . ولد في فيينا .
توفي في بودابست ، عن عمر يناهز 53 عاماً.